# تاريخ المحاسبة

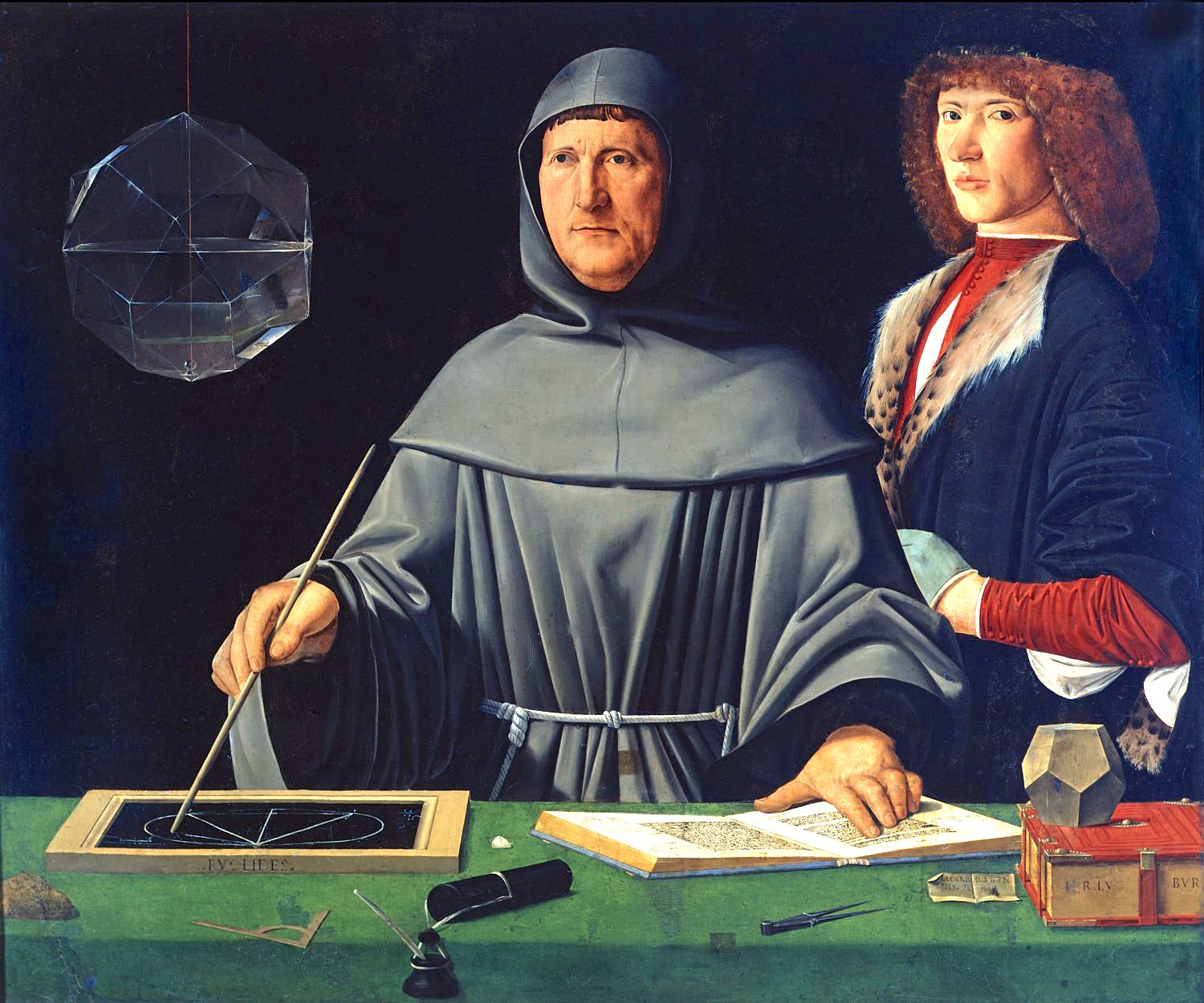

تعتبر "المحاسبة "قديمه قدم التاريخ ، فلم تبرز أي حضارة إلا وكانت المحاسبة أحد ركائزها الأساسية وفرع هام ومرموق من فروع المعرفة وحظيت بالاهتمام لعدة أسباب :
1- المحاسبة لغة المال ولسان حاله فهي وسيلة من وسائل توصيل المعلومات وتتمثل رموزها في الأرقام والكلمات وقواعدها تنحصر في إعداد كافة البيانات والمعلومات المتعلقة بالمنشأة.
2- تمثل سجل تاريخي مالي للمنشأة .
3- تؤثر المحاسبة تأثيرا جوهريا في اتخاذ القرار للمنشأة أو المجتمع عل السواء.

كان لا بد من المقدمة السابقة حتى أبين الأهمية التاريخية التي اكتسبتها المحاسبة منذ قديم الأزل وحتى تكون المدخل لاستعراض المراحل التاريخية لتطور المحاسبة ، حيث أن المحاسبة لم تنشا من فراغ وإنما نشأت وتطورت كحاجه ملحه لتلبية احتياجات المجتمع من المعلومات لاتخاذ القرار وتطورها لم يحدث فجأة أو دفعه واحدة ويمكن إن نقسم تطور المحاسبة إلى ثلاث مراحل :
المرحلة التمهيدية ما قبل عام 1494 م.
المرحلة الفضية من 1494 إلى 1775 م .
المرحلة الذهبية من 1775 م حتى الآن .
المرحلة التمهيدية ما قبل عام 1494 م :
تسمى هذه الفترة بفترة ما قبل القيد المزدوج Double Entry حيث كان السائد استخدام طريقة القيد المفرد Single Entry كأساس لإمساك الدفاتر ، وتميزت هذه الفترة بالعديد من التطورات التي مهدت إنشاء المحاسبة وفيما يلي استعراض موجز لها :
بروز العقلية الرأسمالية Capitalistic Spirit : يعتبر الدافع الرئيسي لقيام أي نشاط هو تحقيق ربح وهذا ما شكل العقلية الرأسمالية فالنقوش والآثار إلى ما قبل 1500 ق.م تدل على تواجد طبقة من التجار في الحضارات القديمة لكل من اليمن ومصر وبابل .
تطور الكتابة والحساب Writing & Arithmetic : كانت الكتابة أحد المقومات الأساسية للحضارات القديمة ، فالحضارة اليمنية اعتمدت على خط المسند وارتكزت الحضارة الفرعونية على الحروف الهيروغليفية والحضارات البابلية و السومرية والأشورية اعتمدت على الكتابة بالصور . وأما الحساب فقد استخدم اليمنيون القدامى نظام مميز للعد والحساب اعتمد على الحروف واستخدم المصريون نظام العد بالعشرات بدون الاصفار وأما البابليون فقد طوروا علم الهندسة والحساب واستخدموا رمزا يعبر عن الصفر وأخر يعبر عن العلامة العشرية ، والحضارة الإسلامية طورت العمليات الحسابية والأرقام العربية .
ظهور النقد كوسيلة للتداول Money : ساهمت النقود بشكل أساسي في تطور المحاسبة حيث كانت في صورة معادن ثمينة كالذهب والفضة تقاس بها كافة المعاملات التجارية ولقد عرف قدماء اليمنيون النقود في عهد الدولة القتبانية وذلك واضح في قانون سوق تمنع عاصمة الدولة .
ظهرت في الصين إشكال معقدة من أنظمة المحاسبة الحكومية يعود تاريخها إلى 2000 ق.م تضمنت المحاسبة التاريخية والموازنات ووظيفة المراجع ، وأما في بابل فقد شهدت ألاف القطع الفخارية على استخدام نظام إمساك الدفاتر وهناك في مصر كانت الرقابة على المخزون وراء إمساك السجلات .
إما في اليونان فقد شملت المحاسبة تتبع رصيد أول الفترة والمقبوضات والمصروفات ورصيد أخر الفترة ، وفيما يتعلق بالحضارة الرومانية فهناك ما يشير إلى احتفاظ العديد من العائلات بمجموعتين من الدفاتر كما اتضح وجود سجل يومي للمقبوضات والمصروفات وهناك اكتشاف في مصر عبارة عن سجل مكتوب على ورق البردي يعود تاريخه إلى أيام الاستعمار الروماني لمصر .
وساهمت الحضارة الإسلامية في تطوير العديد من فروع المعرفة في شتى المجالات وكانت المحاسبة من نال القسط الوفير من ذلك فقد كان النبي صلى الله عليه وسلم يوكل مهمة جمع الزكاة والصدقات لمن هم أهلا للثقة كان يحاسبهم ويأمر بتسجيل ما يتم تحصيله وصرفه من الأموال وكان ابوبكر يحاسب عماله بدقة وكان عمر بن الخطاب يستقدم عماله مره كل سنه للمحاسبة .
وتطورت مهنة المحاسبة بشكل كبير في العصرين الأموي والعباسي حيث ظهرت ما يعرف بالمنشورات المالية ومن ذلك :
1- إثبات جميع العمليات المالية من حيث الإجمالي والخصم والصافي بوضوح مع الدقة .
2- كل عملية حسابية لا بد إن تكون مؤيده بالمستندات .
3- تحفظ الأموال في خزائن خاصة مع تطبيق نظام الرقابة .
4- اعتماد العمليات من المخولين بالاعتماد .
5- مراجعة الحسابات من جهات أخرى موثوقة .
6- جرد تفصيلي في نهاية كل فتره .
الواضح إن الحضارة الإسلامية قد سبقت غيرها من الحضارات القديمة أو المعاصرة في وضع الأسس للمحاسبة المعاصرة.